# FreeNAS
FreeNAS é um servidor de arquivos em rede, suportando: CIFS (Samba), FTP, NFS, rsync, protocolo AFP, iSCSI, S.M.A.R.T., autenticação local de usuários, e RAID (0,1,5) via software, com uma configuração baseada em internet. FreeNAS usa menos que 64MB de espaço para a instalação em um CompactFlash, disco rígido ou pen drive USB. FreeNAS é atualmente distribuido em forma de imagem ISO e código fonte. Na versão 7.x, era possível executar o FreeNAS a partir de um Live CD, com os arquivos de configuração armazenados em um disquete formatado no padrão MS-DOS ou em um pen drive USB. Existe também uma imagem de disco VMware (Ultima atualização em 2006). Com o lançamento da versão 8.x, se suspendeu o suporte a versão Live CD. FreeNas 8.x necessita ser instalado em um Compact Flash, USB, ou um disco rígido dedicado. Usando o disco rígido ira preservar o disco apenas para o sistema operacional, sem a possibilidade de se armazenar arquivos.
A versão minima da distribuição FreeBSD 7.2,interface via web, scripts PHP, e documentação são baseados no m0n0wall. FreeNAS esta disponível sobre a  licença BSD. Foi reportado em 2009 que a base de desenvolvimento do  FreeBSD iria ser posta em pausa e iria entrar em "modo de manutenção" com o Debian Linux como o novo sistema operacional alvo.
Esta condição foi logo revertida, quando iXsystems se ofereceu para patrocinar o desenvolvimento do FreeNAS.

## Características
- Protocolos: CIFS (via Samba), TFTP, FTP, NFS, SSH, rsync, AFP, UPnP, BitTorrent, e iTunes.
- Extensões (plug-ins) para: SlimServer, Xbox Media Stream Protocol.
- rsync servidor, cliente e sincronizador local.
- Suporte para Unison. (apenas em versões legadas)
- alvos iSCSI característica para criar discos virtuais.
- iSCSI initiator.
- Cliente DNS dinâmico para: DynDNS, ZoneEdit, No-Ip, e freedns.afraid.org.
- Sistemas de arquivos: ZFS, UFS e ext2/ext3 assim como  NTFS(leitura/escrita) e FAT32(leitura/escrita) são suportados .
- Disco rígido: P-ATA/S-ATA, SCSI, iSCSI, USB e FireWire.
- Partições maiores que 2 TB GPT/EFI.
- Placas de Rede: Todas as placas suportadas pelo FreeBSD 7.2.
- Boot do HDD, CompactFlash, CD-ROM + disquete, ou Pen Drive USB.
- RAID via hardware: Todas as placas suportadas pelo FreeBSD 7.2.
- Niveis de RAID via software: 0, 1, 5, JBOD, 5+0, 5+1, 0+1, 1+0, etc. (usando GEOM e g_raid5). Também RAID-Z e RAID-Z2 (como parte do ZFS).
- Suporte a formatação com setores de 4KB para disco rígidos usando advanced formats como os Western Digital WD10EARS, WD15EARS, WD20EARS, e WD30EZRS.
- Encriptação de disco com geli. (apenas em versões legado)
- Gerenciamento de grupos e usuarios (Autenticação de usuario local ou Dominios Microsoft).
- Suporte a S.M.A.R.T..
- Envio de syslog remoto.
- SNMP monitoring (Netgraph and MibII).
- Registro e notificações via e-mail.
- Suporte a VLAN
- Interface de Ethernet bonding e tolerancia a falhas no link.
- Suporte a UPS (Uninterruptible power supply)
- Suporte a Apple Time Machine

## Prêmios
- VMware — "Ultimate Virtual Appliance Challenge, Consumer"[4]
- sourceforge.net — Project of the Month, January 2007[5]